# Matthias Waldraff

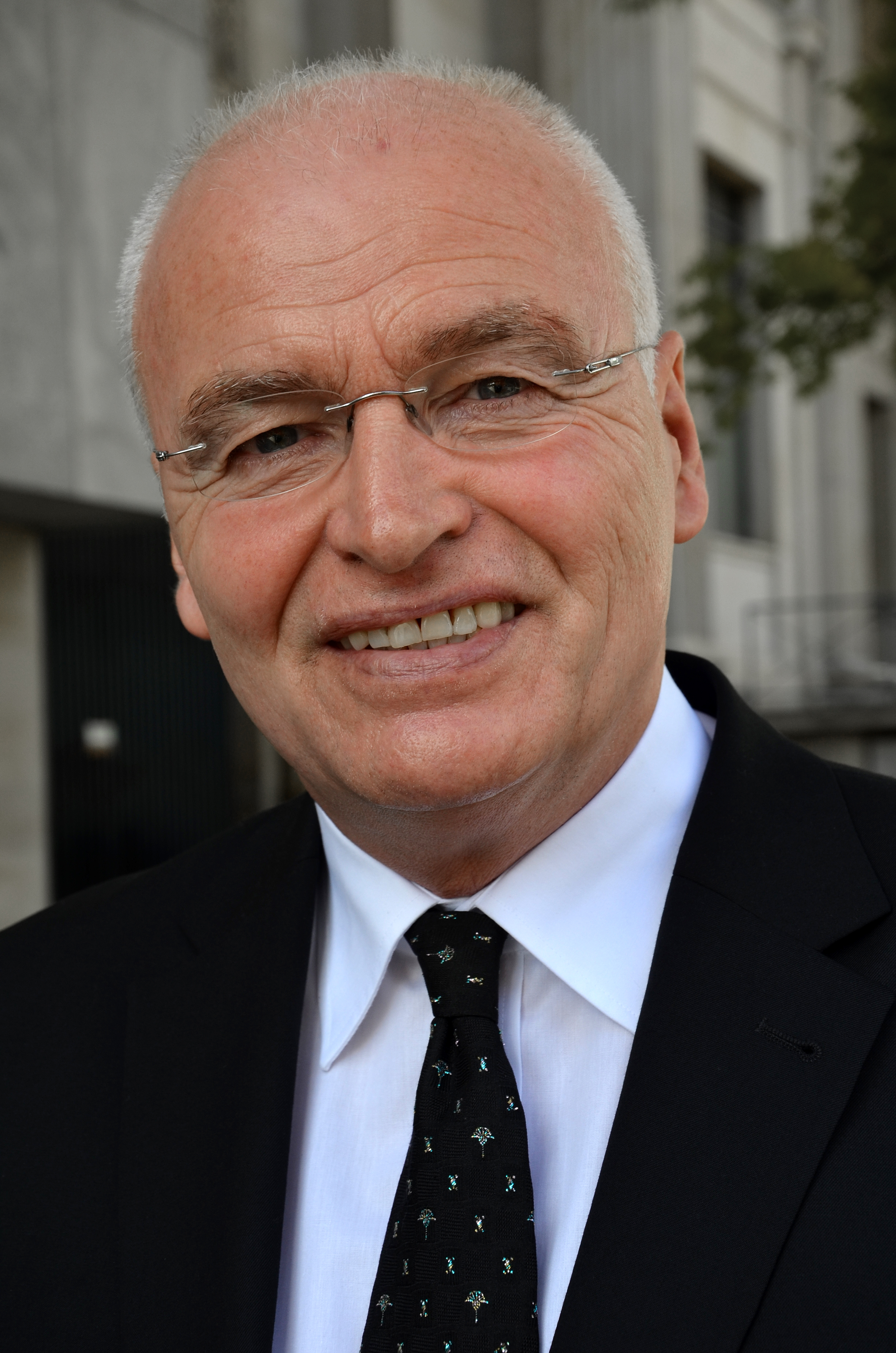
Matthias Waldraff, 2013

Matthias Waldraff (* 1. Mai 1952 in Aalen) ist ein deutscher Rechtsanwalt, der durch aufsehenerregende Mandate bekannt geworden ist. Bei der Oberbürgermeisterwahl in Hannover 2013 trat er für die CDU an, unterlag aber in der Stichwahl.

## Ausbildung und Beruf
Er besuchte bis 1968 die Volksschule in Großburgwedel und anschließend das Gymnasium Großburgwedel bis zur Mittleren Reife. Im Jahre 1972 legte er sein Abitur auf dem Wirtschaftsgymnasium in Hannover ab. Bei der Bundeswehr erfolgte von 1972 bis 1974 die Ausbildung zum Reserveoffizier der Luftwaffe. Im Jahr 1974 schrieb er sich an der Universität Hannover ein, studierte zwei Semester Sozialwissenschaften und wechselte im Jahr 1975 zum Studium der Rechtswissenschaften. 1981 erhielt er das Zweite Staatsexamen der Rechtswissenschaften.
Bekannt wurde er Ende 1999, als er im Rahmen der CDU-Spendenaffäre gegen den ehemaligen Bundeskanzler Helmut Kohl Strafanzeige wegen Verdachts der Untreue stellte. Er übernahm Mandate in Fällen, die starke Aufmerksamkeit der Medien erregten. Dazu gehörte zum Beispiel der Fall der Krebsärztin Mechthild Bach oder des in der Türkei inhaftierten Marco Weiss aus Uelzen. Er vertrat auch den mutmaßlichen Vergewaltiger und Mörder von Frederike von Möhlmann.

## Politik

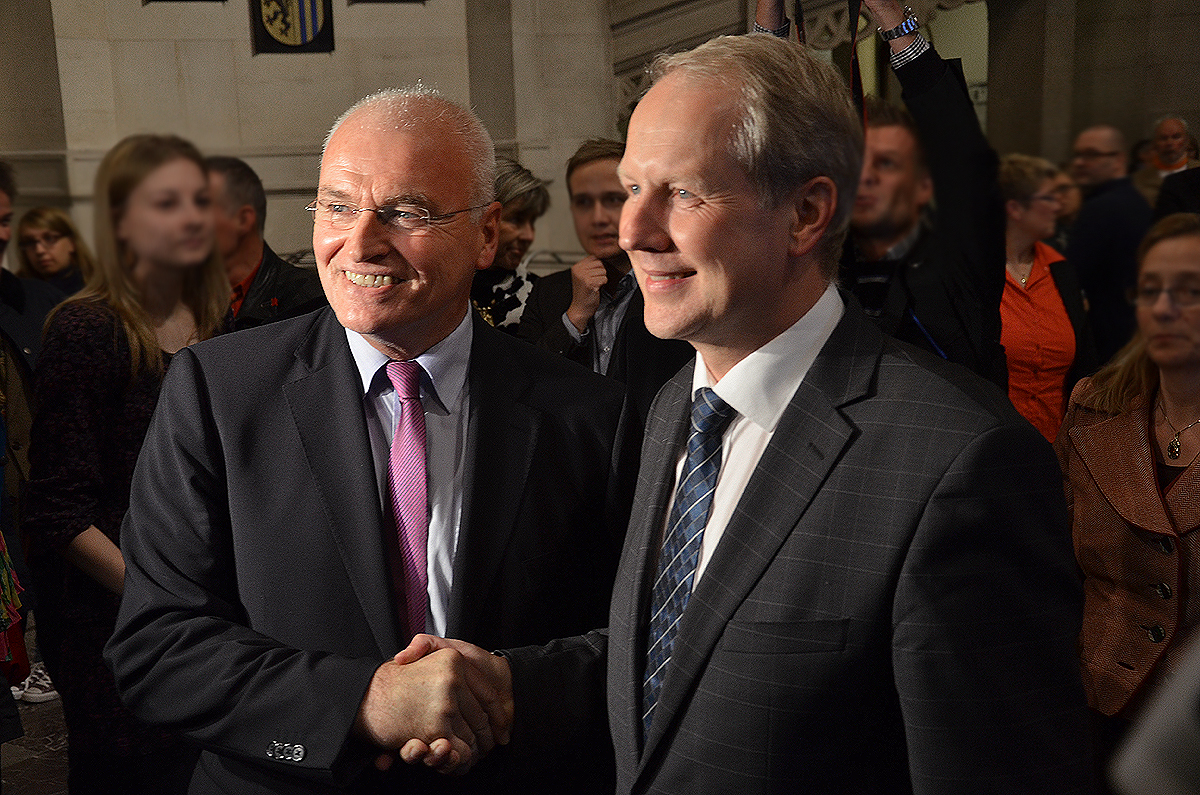
Matthias Waldraff gratuliert am Abend des 6. Oktober 2013 dem Sieger der Wahl zum Oberbürgermeister von Hannover, Stefan Schostok, im Neuen Rathaus der Stadt

Waldraff gab am 1. März 2013 bekannt, dass er für die CDU als Oberbürgermeisterkandidat in der Landeshauptstadt Hannover antreten wird. Beim ersten Wahlgang der Oberbürgermeisterwahl am 22. September 2013 erreichte er mit 33,8 % der Stimmen den zweiten Platz hinter dem SPD-Kandidaten Stefan Schostok (48,9 %). In der Stichwahl am 6. Oktober 2013 unterlag Waldraff mit 33,7 % gegen Schostok.
Aus Protest gegen Angriffe des Parlamentarischen Geschäftsführers der CDU-Fraktion im Niedersächsischen Landtag, Jens Nacke, gegen die niedersächsische Justiz erklärte Waldraff im September 2014 seinen Austritt aus der CDU. Im März 2018 trat er der SPD bei.